# Frenštát pod Radhoštěm
Frenštát pod Radhoštěm (niem. Frankstadt) − miasto w Czechach, w kraju morawsko-śląskim. Według danych z 31 grudnia 2003 powierzchnia miasta wynosiła 1 144 ha, a liczba jego mieszkańców 11 334 osób.
Miasto położone jest u stóp Beskidu Morawsko-Śląskiego na północy, na szczyt góry Radhošť prowadzi szlak czerwony.

## Demografia
| Rok             | 1970  | 1980  | 1991   | 2001   | 2003   |
| --------------- | ----- | ----- | ------ | ------ | ------ |
| Liczba ludności | 8 582 | 9 853 | 11 166 | 11 361 | 11 334 |

Źródło: Czeski Urząd Statystyczny

## Historia
Miejscowość o nazwie Farkasstadt powstała w 1299, a jej założycielem był Wilk Farkas z Nasile. Nazwa z czasem uległa przekształceniu na Frankenstadt, a później na Frenštát. Po raz pierwszy wzmiankowana w 1302 r. Przed 1382 miasto uzyskało prawa miejskie. Miasto początkowo podlegało feudalnemu "państwu" z siedzibą na zamku Šostýn, a od 1437 należało do hukwaldzkiego "państwa" biskupów ołomunieckich. Miasto było kilkukrotnie napadane i niszczone, m.in. przez Węgrów Macieja Korwina w czasach walk o tron czeski (1479), przez Szwedów w czasach wojny trzydziestoletniej (1642) czy kuruców w czasie powstania Thököly'ego (1680). W 1556 r. uruchomiono tu prymitywną hutę żelaza, pracującą w oparciu o miejscowe, ubogie rudy. W XVIII wieku rozwinęło się tu tkactwo, a następnie sukiennictwo. Wybuchłe w roku 1890 protesty tkaczy i sukienników zostały stłumione przez żandarmerię i wojsko.
W 1884 r. została tu założona pierwsza czeska organizacja turystyczna - Pohorská jednota „Radhošť”, która wkrótce podjęła aktywną działalność w rozbudowie infrastruktury turystycznej w okolicznych górach.

## Sport
Grupa skoczków narciarskich podległa Dukli Liberec występuje jako Dukla Frenštát pod Radhoštěm.

## Współpraca
- La Grange, Stany Zjednoczone
- Ustroń, Polska